# Musikjahr 2008
Liste der Musikjahre

◄◄ | ◄ | 2004 | 2005 | 2006 | 2007 | Musikjahr 2008 | 2009 | 2010 | 2011 | 2012 | ► | ►►

Weitere Ereignisse
Dieser Artikel behandelt das Musikjahr 2008.

## Ereignisse

### Populäre Musik
- 08. Februar: Michael Jacksons Album Thriller, das weltweit meistverkaufte Album aller Zeiten, wird zur Feier seines 25-jährigen Jubiläums als Thriller 25 neu aufgelegt, mit Jackson selbst als Produzenten.[1]
- 13.–15. Juni: Das siebte Isle of Wight Festival findet im Seaclose Park auf der Isle of Wight statt.[2]
- 01. Oktober: Tina Turner startet in Kansas City ihre Tina!: 50th Anniversary Tour. Die Tournee endet nach 90 Konzerten am 5. Mai 2009 in Sheffield.
- 04. November: Die britische Progressive-Rock-Band Yes startet im Place Theatre in Hamilton ihre In the Present Tour. Die Tournee endet nach 142 Konzerten am 4. Dezember 2010 in Mendoza.

### Klassische Musik und Musiktheater
- 05. Januar: Die Salzburger Festspiele eröffnen das „Herbert-von-Karajan-Jubiläumsjahr“ mit einem Konzert im Salzburger Großen Festspielhaus.[3]
- 13. Februar: Uraufführung des Chorstücks The Deer’s Cry („Der Hirschruf“) für gemischten Chor (SATB) a cappella von Arvo Pärt durch den Staatschor Latvija unter der Leitung von Fergus Sheil in der Peterskirche in Drogheda.
- 14. Dezember: Uraufführung des Musicals Shrek – Das Musical von Jeanine Tesori (Musik) und David Lindsay-Abaire (Buch und Gesangstexte) im Broadway Theatre in New York City.

### Film und Fernsehen
- Giacomo Puccini – Die dunkle Seite des Mondes – deutscher biografischer Fernsehfilm von Andreas Morell

## Musikcharts

### Deutschland
| Singles                                               | Position | Alben                                              |
| ----------------------------------------------------- | -------- | -------------------------------------------------- |
|                                                       |          |                                                    |
| Apologize Timbaland presents OneRepublic              | 1        | Back to Black Amy Winehouse                        |
| Bleeding Love Leona Lewis                             | 2        | Vom selben Stern Ich + Ich                         |
| All Summer Long Kid Rock                              | 3        | One Chance Paul Potts                              |
| Kuschel Song Schnuffel                                | 4        | Jazz ist anders Die Ärzte                          |
| I Kissed a Girl Katy Perry                            | 5        | Stark wie Zwei Udo Lindenberg                      |
| Mercy Duffy                                           | 6        | Viva la Vida or Death and All His Friends Coldplay |
| So soll es bleiben Ich + Ich                          | 7        | Black Ice AC/DC                                    |
| This Is the Life Amy Macdonald                        | 8        | This Is the Life Amy Macdonald                     |
| 4 Minutes Madonna feat. Justin Timberlake & Timbaland | 9        | Death Magnetic Metallica                           |
| Sweet About Me Gabriella Cilmi                        | 10       | Rockferry Duffy                                    |

Die längsten Nummer-eins-Singles
Lieder, die die meiste Zeit während eines anderen Jahres auf Platz 1 der Charts verbrachten, werden hier nicht aufgeführt.
1. Schnuffel – Kuschel Song; Kid Rock – All Summer Long (jeweils 8 Wochen)
2. Katy Perry – I Kissed a Girl; Polarkreis 18 – Allein Allein (jeweils 5 Wochen)
3. Leona Lewis – Bleeding Love (4 Wochen)

Die längsten Nummer-eins-Alben
Alben, die die meiste Zeit während eines anderen Jahres auf Platz 1 der Charts verbrachten, werden hier nicht aufgeführt.
1. Amy Winehouse – Back to Black (12 Wochen)
2. Paul Potts – One Chance (7 Wochen)
3. Udo Lindenberg – Stark wie zwei; Coldplay – Viva la Vida or Death and All His Friends (jeweils 4 Wochen)

Alle Nummer-eins-Hits und die Hits des Jahres

### Österreich
| Singles                                  | Position | Alben                                                                         |
| ---------------------------------------- | -------- | ----------------------------------------------------------------------------- |
|                                          |          |                                                                               |
| All Summer Long Kid Rock                 | 1        | Back to Black Amy Winehouse                                                   |
| Apologize Timbaland presents OneRepublic | 2        | Chant – Music for Paradise The Cistercian Monks of Stift Heiligenkreuz        |
| Bleeding Love Leona Lewis                | 3        | Mamma Mia! The Movie Soundtrack Featuring the Songs of ABBA Cast of Mamma Mia |
| I Kissed a Girl Katy Perry               | 4        | Death Magnetic Metallica                                                      |
| Mercy Duffy                              | 5        | Black Ice AC/DC                                                               |
| Kuschel Song Schnuffel                   | 6        | Vom selben Stern Ich + Ich                                                    |
| So soll es bleiben Ich + Ich             | 7        | Jazz ist anders Die Ärzte                                                     |
| This Is the Life Amy Macdonald           | 8        | Viva la Vida or Death and All His Friends Coldplay                            |
| I’m Yours Jason Mraz                     | 9        | Kiddy Contest Vol. 13 Kiddy Contest Kids                                      |
| Sweet About Me Gabriella Cilmi           | 10       | Laut-Los Christina Stürmer                                                    |

Die längsten Nummer-eins-Singles
Lieder, die die meiste Zeit während eines anderen Jahres auf Platz 1 der Charts verbrachten, werden hier nicht aufgeführt.
1. Kid Rock – All Summer Long (10 Wochen)
2. Duffy – Mercy (7 Wochen)
3. Leona Lewis – Bleeding Love; Schnuffel – Kuschel Song; Pink – So What (jeweils 6 Wochen)

Die längsten Nummer-eins-Hit-Alben
Alben, die die meiste Zeit während eines anderen Jahres auf Platz 1 der Charts verbrachten, werden hier nicht aufgeführt.
1. Michael Jackson – King of Pop (11 Wochen)
2. Amy Winehouse – Back to Black (10 Wochen)
3. Cast of Mamma Mia! – Mamma Mia! The Movie Soundtrack Featuring the Songs of ABBA (6 Wochen)

Alle Nummer-eins-Hits und die Hits des Jahres

### Schweiz
| Singles                                                           | Position | Alben                                              |
| ----------------------------------------------------------------- | -------- | -------------------------------------------------- |
|                                                                   |          |                                                    |
| Apologize Timbaland presents OneRepublic                          | 1        | Back to Black Amy Winehouse                        |
| Bleeding Love Leona Lewis                                         | 2        | This Is the Life Amy Macdonald                     |
| Mercy Duffy                                                       | 3        | Black Ice AC/DC                                    |
| Sweet About Me Gabriella Cilmi                                    | 4        | Viva la Vida or Death and All His Friends Coldplay |
| This Is the Life Amy Macdonald                                    | 5        | Rockferry Duffy                                    |
| 4 Minutes Madonna feat. Justin Timberlake & Timbaland             | 6        | Z’Läbe fägt Gölä                                   |
| All Summer Long Kid Rock                                          | 7        | Haubi Songs Züri West                              |
| I Kissed a Girl Katy Perry                                        | 8        | Hard Candy Madonna                                 |
| Ein Stern (… der deinen Namen trägt) DJ Ötzi & Nik P.             | 9        | Spirit Leona Lewis                                 |
| Das Feyr vo dr Sehnsucht Jodlerklub Wiesenberg und Francine Jordi | 10       | Death Magnetic Metallica                           |

Die längsten Nummer-eins-Singles
Lieder, die die meiste Zeit während eines anderen Jahres auf Platz 1 der Charts verbrachten, werden hier nicht aufgeführt.
1. Leona Lewis – Bleeding Love (8 Wochen)
2. Kid Rock – All Summer Long; Katy Perry – I Kissed a Girl (jeweils 7 Wochen)
3. Madonna feat. Justin Timberlake & Timbaland – 4 Minutes; Baschi – Bring en hei (jeweils 6 Wochen)

Die längsten Nummer-eins-Alben
Alben, die die meiste Zeit während eines anderen Jahres auf Platz 1 der Charts verbrachten, werden hier nicht aufgeführt.
1. Amy Winehouse – Back to Black (10 Wochen)
2. Coldplay – Viva la Vida or Death and All His Friends (6 Wochen)
3. Amy Macdonald – This Is the Life (5 Wochen)

Alle Nummer-eins-Hits und die Hits des Jahres

### Vereinigtes Königreich
| Singles                                               | Position | Alben                                              |
| ----------------------------------------------------- | -------- | -------------------------------------------------- |
|                                                       |          |                                                    |
| Hallelujah Alexandra Burke                            | 1        | Rockferry Duffy                                    |
| Hero X Factor Finalists                               | 2        | The Circus Take That                               |
| Mercy Duffy                                           | 3        | Only by the Night Kings of Leon                    |
| I Kissed a Girl Katy Perry                            | 4        | Spirit Leona Lewis                                 |
| Rockstar Nickelback                                   | 5        | Viva la Vida or Death and All His Friends Coldplay |
| American Boy Estelle feat. Kanye West                 | 6        | Good Girl Gone Bad Rihanna                         |
| Sex on Fire Kings of Leon                             | 7        | Day & Age The Killers                              |
| Now You’re Gone Basshunter                            | 8        | Out of Control Girls Aloud                         |
| 4 Minutes Madonna feat. Justin Timberlake & Timbaland | 9        | Funhouse Pink                                      |
| Black & Gold Sam Sparro                               | 10       | Scouting for Girls                                 |

Die längsten Nummer-eins-Singles
Lieder, die die meiste Zeit während eines anderen Jahres auf Platz 1 der Charts verbrachten, werden hier nicht aufgeführt.
1. Basshunter – Now You’re Gone; Duffy – Mercy; Katy Perry – I Kissed a Girl (jeweils 5 Wochen)
2. Estelle feat. Kanye West – American Boy; Madonna feat. Justin Timberlake & Timbaland – 4 Minutes; Dizzee Rascal feat. Calvin Harris & Chrome – Dance wiv Me (jeweils 4 Wochen)
3. Kings of Leon – Sex on Fire; Pink – So What; X Factor Finalists – Hero (jeweils 3 Wochen)

Die längsten Nummer-eins-Alben
Alben, die die meiste Zeit während eines anderen Jahres auf Platz 1 der Charts verbrachten, werden hier nicht aufgeführt.
1. ABBA – ABBA Gold – Greatest Hits (8 Wochen)
2. Coldplay – Viva la Vida or Death and All His Friends (6 Wochen)
3. Duffy – Rockferry (5 Wochen)

Alle Nummer-eins-Hits und die Hits des Jahres

### Vereinigte Staaten
| Singles                                    | Position | Alben                                              |
| ------------------------------------------ | -------- | -------------------------------------------------- |
|                                            |          |                                                    |
| Low Flo Rida feat. T-Pain                  | 1        | As I Am Alicia Keys                                |
| Bleeding Love Leona Lewis                  | 2        | Noel Josh Groban                                   |
| No One Alicia Keys                         | 3        | Tha Carter III Lil Wayne                           |
| Lollipop Lil Wayne feat. Static Major      | 4        | Long Road Out of Heaven The Eagles                 |
| Apologize Timbaland feat. One Republic     | 5        | Taylor Swift                                       |
| No Air Jordin Sparks Duet with Chris Brown | 6        | Rock N Roll Jesus Kid Rock                         |
| Love Song Sara Bareilles                   | 7        | Viva la Vida or Death and All His Friends Coldplay |
| Love in This Club Usher feat. Young Jeezy  | 8        | Now 26 Various Artists                             |
| With You Chris Brown                       | 9        | Carnival Ride Carrie Underwood                     |
| Forever Chris Brown                        | 10       | The Ultimate Hits Garth Brooks                     |

Die längsten Nummer-eins-Singles
Lieder, die die meiste Zeit während eines anderen Jahres auf Platz 1 der Charts verbrachten, werden hier nicht aufgeführt.
1. Flo Rida feat. T-Pain – Low (10 Wochen)
2. Katy Perry – I Kissed a Girl; T.I. – Whatever You Like (jeweils 7 Wochen)
3. T.I. feat. Rihanna – Live Your Life (6 Wochen)

Die längsten Nummer-eins-Alben
Alben, die die meiste Zeit während eines anderen Jahres auf Platz 1 der Charts verbrachten, werden hier nicht aufgeführt.
1. Alicia Keys – As I Am (4 Wochen)
2. Jack Johnson – Sleep Through the Static; Lil Wayne – Tha Carter III; Metallica – Death Magnetic (jeweils 3 Wochen)

Alle weiteren Alben waren entweder eine oder zwei Wochen auf Platz 1 gelistet.
Alle Nummer-eins-Hits und die Hits des Jahres

### Charts in weiteren Ländern
Siehe auch: Nummer-eins-Hits 2008 in  Australien, Belgien, Dänemark, Deutschland, Finnland, Frankreich, Irland, Italien, Japan, Kanada, Mexiko, Neuseeland, den Niederlanden, Norwegen, Österreich, Polen, Portugal, Rumänien, Schweden, der Schweiz, Slowakei, Spanien, Südkorea, Tschechien, Ungarn, den Vereinigten Staaten und im Vereinigten Königreich.

## Musikpreise und Ehrungen
Im Jahr 2008 wurden bedeutende Musikpreise verliehen, darunter:
- Grammy Awards 2008 – Adele, Coldplay, Robert Plant u. a.
- MTV Video Music Awards 2008 – Britney Spears, Chris Brown, Katy Perry u. a.

### Musikwettbewerbe und Castingshows
Eurovision Song Contest
1. Dima Bilan: Believe
2. Ani Lorak: Shady Lady
3. Kalomira: Secret Combination
4. Siruscho: Qele, qele
5. Maria: Hold On Be Strong

## Musikfestivals und -tourneen
Im Jahr 2008 fanden bedeutende Konzerte und Tourneen statt, darunter:
- Beyoncé – I Am... World Tour
- Coldplay – Viva la Vida Tour
- Madonna – Sticky & Sweet Tour
- Queen – Rock the Cosmos Tour
- The Police – The Police Reunion Tour

## Gründungen
- Auge.Blau – deutsche Band aus Berlin
- Blur – britische Rockband (Comeback, Erstgründung 1988)
- C.A.P. – deutsche Musikband
- Carpet – deutsche Band mit Einflüssen von Progressive Rock, Psychedelic Rock, Stoner Rock und Jazz
- Herzlos – deutsche Rockband aus Kaiserslautern
- Kombinat – slowenischer Chor aus Ljubljana
- Symphonian – ukrainische Gothic-Metal-Band
- The Lottery Winners – britische Indie-Rock-Band aus Leigh bei Manchester
- WM Entertainment – südkoreanisches Unternehmen aus der Unterhaltungsbranche

## Trends und Entwicklungen

### Digitalisierung und Musikindustrie
Das Jahr 2008 markierte einen weiteren Anstieg des Musikstreamings und der Digitalisierung der Musikindustrie, während physische Verkäufe zurückgingen. Plattformen wie iTunes und zunehmend auch Streaming-Dienste wie Spotify beeinflussten die Art und Weise, wie Musik konsumiert wurde.

### Genres und Stilrichtungen
Im Jahr 2008 erlebten bestimmte Genres und Stilrichtungen einen Aufschwung, darunter:
- Indie-Rock – Vampire Weekend, MGMT
- Electropop – Lady Gaga, Kanye West
- Country-Pop – Taylor Swift mit Fearless

### Internationale Zusammenarbeit und Einflüsse
Musikalische Kollaborationen und Einflüsse aus verschiedenen Ländern und Kulturen prägten das Musikjahr 2008. Besonders bemerkenswert waren:
- Britische Invasion – Bands wie Coldplay und Radiohead dominierten die internationalen Charts.
- Lateinamerikanische Einflüsse – Künstler wie Shakira und Juanes gewannen weltweit an Popularität.

### Bekannte Künstler und Bands
Im Jahr 2008 waren einige Künstler und Bands besonders präsent und erfolgreich, darunter:
- Coldplay – Mit Viva la Vida or Death and All His Friends
- Taylor Swift – Mit Fearless
- Adele – Gewinnerin mehrerer Grammy Awards
- Kanye West – Mit 808s & Heartbreak
- Britney Spears – Mit ihrem Comeback und den MTV Video Music Awards

### Musikalische Einflüsse und gesellschaftliche Bedeutung

#### Politische und soziale Themen
Musik im Jahr 2008 reflektierte auch politische und soziale Themen. Besonders auffällig war die Präsenz politischer Kommentare in den Songs einiger Künstler, die sich mit Themen wie Krieg, sozialen Ungerechtigkeiten und Umweltproblemen auseinandersetzten.

#### Kulturelle Phänomene
Bestimmte Songs und Alben von 2008 entwickelten sich zu kulturellen Phänomenen, die über die Musik hinausgingen und Einfluss auf Mode, Popkultur und den allgemeinen Zeitgeist hatten.

## Neuveröffentlichungen (Auswahl)

### Lieder und Kompositionen
| Lied                            | Text | Musik | Erstinterpret      | Label                                    | Veröffentlichung   | Genre                     | Album             | Weitere Informationen |
| ------------------------------- | --- | --- | ------------------ | ---------------------------------------- | ------------------ | ------------------------- | ----------------- | --------------------- |
| All This Time (Pick-Me-Up Song) | Maria Mena, Martin Sjølie                                                                                 | Maria Mena, Martin Sjølie                                                                                 | Maria Mena         | Columbia Records                         | 19. September 2008 | Pop                       | Cause and Effect  |                       |
| Chinese Democracy               | Caram Castanzo, Eric Caudieux, Robin Finck, Josh Freese, Dizzy Reed, Axl Rose, Tommy Stinson, Paul Tobias | Caram Castanzo, Eric Caudieux, Robin Finck, Josh Freese, Dizzy Reed, Axl Rose, Tommy Stinson, Paul Tobias | Guns N’ Roses      | Geffen Records                           | 14. September 2008 | Hard Rock                 | Chinese Democracy |                       |
| Crush on You                    | Leslie Gains, Brok Landers, Giorgio Moroder                                                               | Leslie Gains, Brok Landers, Giorgio Moroder                                                               | Lulu Lewe          | X-Cell Records                           | 22. August 2008    | Pop                       |                   |                       |
| Cyanide                         | Kirk Hammett, James Hetfield, Robert Trujillo, Lars Ulrich                                                | Kirk Hammett, James Hetfield, Robert Trujillo, Lars Ulrich                                                | Metallica          | Warner Bros., Universal Music Group (DE) | 2. September 2008  | Heavy Metal, Thrash Metal | Death Magnetic    |                       |
| Frei zu sein                    | In Extremo                                                                                                | In Extremo                                                                                                | In Extremo         | Universal Music Group                    | 25. April 2008     | Mittelalter-Rock          | Sængerkrieg       |                       |
| Funhouse                        | Jimmy Harry, Tony Kanal, Alecia Moore                                                                     | Jimmy Harry, Tony Kanal, Alecia Moore                                                                     | Pink               | LaFace Records, Zomba                    | 24. Oktober 2008   | Pop-Rock                  | Funhouse          |                       |
| Hey Stephen                     | Taylor Swift                                                                                              | Taylor Swift                                                                                              | Taylor Swift       | Big Machine, Republic Records            | 11. November 2008  | Country, Pop              | Fearless          |                       |
| I Don’t Believe You             | Max Martin, Alecia Moore                                                                                  | Max Martin, Alecia Moore                                                                                  | Pink               | LaFace Records, Zomba                    | 24. Oktober 2008   | Pop-Rock                  | Funhouse          |                       |
| I’ll Kiss It Away               | Sarah Connor, Kay Denar, Rob Tyger                                                                        | Sarah Connor, Kay Denar, Rob Tyger                                                                        | Sarah Connor       | X-Cell Records                           | 22. August 2008    | Pop                       | Sexy as Hell      |                       |
| Made in Romania                 | Florin Salam                                                                                              | Florin Salam                                                                                              | Ionuț Cercel       | Autentic Music                           | 2008               | Pop, Manele               | Șapte Trandafiri  |                       |
| Mercy                           | Steve Booker, Aimee Duffy                                                                                 | Duffy | Duffy              | A&M Records, Polydor                     | 11. Februar 2008   | Pop                       | Rockferry         |                       |
| My Apocalypse                   | James Hetfield, Kirk Hammett, Robert Trujillo, Lars Ulrich                                                | James Hetfield, Kirk Hammett, Robert Trujillo, Lars Ulrich                                                | Metallica          | Warner Bros., Universal Music Group (DE) | 26. August 2008    | Heavy Metal, Thrash Metal | Death Magnetic    |                       |
| My Man Is a Mean Man            | Pauline Oloffson, Marcus Sepehrmanesh, Tommy Tysper                                                       | Pauline Oloffson, Marcus Sepehrmanesh, Tommy Tysper                                                       | Stefanie Heinzmann | Polydor                                  | 11. Januar 2008    | Pop                       | Masterplan        |                       |
| The Judas Kiss                  | James Hetfield, Kirk Hammett, Robert Trujillo, Lars Ulrich                                                | James Hetfield, Kirk Hammett, Robert Trujillo, Lars Ulrich                                                | Metallica          | Warner Bros., Universal Music Group (DE) | 8. September 2008  | Heavy Metal, Thrash Metal | Death Magnetic    |                       |
| The Rip                         | Geoff Barrow, Beth Gibbons, Adrian Utley                                                                  | Portishead                                                                                                | Portishead         | Island, Mercury                          | 9. Juni 2008       | Folktronica, Krautrock    | Third             |                       |
| Tiger Mountain Peasant Song     | Robin Pecknold                                                                                            | Robin Pecknold                                                                                            | Fleet Foxes        |                                          | 2008               | Rock                      | Fleet Foxes       |                       |
| Was keiner wagt                 | Lothar Zenetti                                                                                            | Konstantin Wecker                                                                                         | Konstantin Wecker  |                                          |                    | Liedermacher              | Zugaben – Live    |                       |

### Alben
| Album                                     | Interpret                         | Label                                           | Veröffentlichung   | Genre                                                           | Weitere Informationen |
| ----------------------------------------- | --------------------------------- | ----------------------------------------------- | ------------------ | --------------------------------------------------------------- | --------------------- |
| 808s & Heartbreak                         | Kanye West                        | Roc-A-Fella, Mercury (Island Def Jam/Universal) | 24. November 2008  | Alternative Hip-Hop, Contemporary R&B, Synthie-Pop, Electronica |                       |
| A l’improviste                            | Barre Phillips und Joëlle Léandre | Kadima Collective                               | 2008               | Jazz, Neue Improvisationsmusik                                  |                       |
| About Time                                | Paul Bley                         | Justin Time Records                             | 2008               | Jazz                                                            |                       |
| Accelerate                                | R.E.M.                            | Warner Brothers                                 | 31. März 2008      | Alternative Rock                                                |                       |
| Black Ice                                 | AC/DC                             | Columbia Records                                | 17. Oktober 2008   | Hard Rock, Bluesrock                                            |                       |
| Chinese Democracy                         | Guns N’ Roses                     | Geffen Records                                  | 21. November 2008  | Hard Rock                                                       |                       |
| Death Magnetic                            | Metallica                         | Warner Bros., Universal Music Group             | 12. September 2008 | Thrash Metal, Heavy Metal                                       |                       |
| Elm City Duets                            | Joe Morris und Barre Phillips     | Clean Feed Records                              | 2008               | Jazz, Neue Improvisationsmusik                                  |                       |
| Ewig                                      | Peter Maffay                      | Ariola                                          | 29. August 2008    | Pop-Rock                                                        |                       |
| Fearless                                  | Taylor Swift                      | Big Machine Records                             | 8. November 2008   | Country, Country-Pop                                            |                       |
| Gone in the Air                           | Chris Biscoe                      | Trio Records                                    | 28. Juni 2008      | Jazz                                                            |                       |
| Good to Be Bad                            | Whitesnake                        | SPV/Steamhammer, Warner Music Group             | 18. April 2008     | Hard Rock, Bluesrock                                            |                       |
| Guitar Gangsters & Cadillac Blood         | Volbeat                           | Mascot Records                                  | 28. August 2008    | Metal                                                           |                       |
| Hard Candy                                | Madonna                           | Warner Bros.                                    | 18. April 2008     | Dance, Pop, Urban Pop                                           |                       |
| Indigo Nights                             | Prince                            | NPG Records                                     | 30. September 2008 | Contemporary R&B, Funk, Pop, Rock, Soul                         | Livealbum             |
| Jim Pansen und die verbotene Frucht       | Jim Pansen                        | Pansrock Records                                | 4. April 2008      | Deutschrap, Hip-Hop                                             |                       |
| Motörizer                                 | Motörhead                         | SPV                                             | 29. August 2008    | Hard Rock, Heavy Metal                                          |                       |
| Pandore                                   | Stéphan Oliva und Jean-Marc Foltz | Sans Bruit                                      | 2008               | Jazz                                                            |                       |
| Sibanye (We Are One)                      | Louis Moholo und Marilyn Crispell | Intakt Records                                  | 10. November 2008  | Jazz, Neue Improvisationsmusik                                  |                       |
| So sehr dabei                             | Clueso                            | Four Music                                      | 30. Mai 2008       | Pop                                                             |                       |
| Stahlstadtkinder                          | Willi Warma                       | Fischrecords                                    | 2008               | Punk Rock, New Wave, Garage Rock                                |                       |
| Teilzeithippie                            | Annett Louisan                    | 105music                                        | 17. Oktober 2008   | Chanson, Pop                                                    |                       |
| The Art of War                            | Sabaton                           | Black Lodge Records                             | 30. Mai 2008       | Power Metal, Heavy Metal                                        |                       |
| The Formation of Damnation                | Testament                         | Nuclear Blast                                   | 25. April 2008     | Thrash Metal                                                    |                       |
| The Newz                                  | Nazareth                          | Edel SE                                         | 31. März 2008      | Hard Rock                                                       |                       |
| The Peace of Wild Things                  | Jay Clayton                       | Sunnyside Records                               | 2008               | Jazz                                                            |                       |
| Till Death Do Us Part                     | Deicide                           | Earache Records                                 | 28. April 2008     | Death Metal                                                     |                       |
| Viva la Vida or Death and All His Friends | Coldplay                          | Parlophone                                      | 13. Juni 2008      | Alternative Rock                                                |                       |
| Volume                                    | John Edwards                      | Psi                                             | 2008               | Neue Improvisationsmusik                                        |                       |
| Wake the Sleeper                          | Uriah Heep                        | Sanctuary Records, Noise Records                | 2. Juni 2008       | Hard Rock                                                       |                       |
| We Started Nothing                        | The Ting Tings                    | Sony Music, Columbia Records                    | 16. Mai 2008       | Indie-Pop, New Wave                                             | Debütalbum            |
| Young and Fine                            | Sylvain Luc / Trio Sud            | Dreyfus Jazz                                    | 2008               | Jazz                                                            |                       |

## Geboren

### Januar bis Juni
- 12. März: Emma Kok, niederländische Sängerin
- 17. Juni: Emma Gunnarsen, norwegische Sängerin

## Gestorben

### Januar
- 01. Januar: Dennis Clifton, US-amerikanischer Musiker (* 1953)
- 01. Januar: Gerhard Kander, kanadischer Geiger (* 1921)
- 02. Januar: Ben Marlin, US-amerikanischer Musiker (* 1977)
- 02. Januar: Moon Kim, US-amerikanische Rock-’n’-Roll-Sängerin (* 1931)
- 02. Januar: O. G. Style, US-amerikanischer Gangsta-Rapper (* 1970)
- 04. Januar: Earl May, US-amerikanischer Jazz-Bassist (* 1927)
- 04. Januar: Irene Reid, US-amerikanische Jazzsängerin (* 1930)
- 04. Januar: Keith Smith, britischer Jazztrompeter und Sänger (* 1940)
- 06. Januar: Ken Nelson, US-amerikanischer Musikproduzent (* 1911)
- 07. Januar: Raffaello de Banfield, italienischer Komponist (* 1922)
- 07. Januar: Detlef Kraus, deutscher Pianist (* 1919)
- 08. Januar: Keith Baxter, britischer Rockmusiker (* 1971)
- 08. Januar: Henner Berzau, deutscher Dialektdichter und Musiker (* 1921)
- 08. Januar: Clyde Otis, US-amerikanischer Songwriter und Musikproduzent (* 1924)
- 09. Januar: Jean-Claude Naude, französischer Jazztrompeter und Komponist (* 1933)
- 10. Januar: Rod Allen, britischer Sänger und Bassist (* 1944)
- 10. Januar: Robert Rohr, deutsch-donauschwäbischer Musikwissenschaftler, Musiker, Pädagoge und Schriftsteller (* 1922)
- 11. Januar: Pete Candoli, US-amerikanischer Jazz-Trompeter und Arrangeur (* 1923)
- 11. Januar: Bob Enos, US-amerikanischer R&B- und Jazzmusiker (* 1947)
- 11. Januar: Steve Harris, britischer Avantgarde-Jazz-Schlagzeuger, Komponist und Bandleader (* 1948)
- 13. Januar: Sergej Larin, russischer Opernsänger (Tenor) (* 1956)
- 13. Januar: Zia Qarizada, afghanischer Dichter, Komponist, Dramaturg und Sänger (* 1922)
- 14. Januar: Pepe Torres, spanischer Pianist und Komponist (* 1961)
- 15. Januar: Hugh Walker, afroamerikanischer Jazzmusiker (Schlagzeug) (* 1942)
- 17. Januar: Carlos, französischer Sänger und Varietékünstler (* 1943)
- 17. Januar: Stompie Mavi, südafrikanischer Pop- und Jazzsänger (* 1955)
- 18. Januar: Pier Miranda Ferraro, italienischer Opernsänger (Tenor) (* 1924)
- 18. Januar: Hans Herbert Jöris, deutscher Dirigent und Hochschullehrer (* 1925)
- 19. Januar: Andy Palacio, belizischer Musiker (* 1960)
- 19. Januar: John Stewart, US-amerikanischer Singer-Songwriter (* 1939)
- 20. Januar: Klara Barlow, US-amerikanische Opernsängerin (Sopran) (* 1928)
- 20. Januar: Tālivaldis Ķeniņš, kanadischer Komponist und Musikpädagoge (* 1919)
- 20. Januar: Tommy McQuater, britischer Jazzmusiker (Trompete) (* 1914)
- 21. Januar: Lütfiyar İmanov, aserbaidschanisch-sowjetischer Opernsänger, Musikpädagoge und Volkskünstler (* 1928)
- 22. Januar: Heinz Cramer, deutscher Jazz-Gitarrist, Orchester- und Studiomusiker (* 1920)
- 22. Januar: Ștefan Niculescu, rumänischer Komponist (* 1927)
- 23. Januar: Lars Dylte, schwedischer Musiker (* 1962)
- 24. Januar: René Bianco, französischer Opernsänger (Bariton) (* 1908)
- 24. Januar: Huub Janssen, niederländischer Jazz-Schlagzeuger (* 1937)
- 29. Januar: James J. Fuld, US-amerikanischer Jurist und Musikwissenschaftler (* 1916)
- 31. Januar: Al Goyens, belgischer Jazzmusiker (Trompete, Flügelhorn, Arrangement) und Orchesterleiter (* 1920)

### Februar
- 01. Februar: Wolfram Abt, österreichischer Jazzbassist (* 1969)
- 01. Februar: John Henry van der Meer, niederländischer Musikwissenschaftler (* 1920)
- 03. Februar: Jorge Liderman, US-amerikanischer Komponist (* 1957)
- 03. Februar: Cornelius L. Reid, US-amerikanischer Gesangspädagoge (* 1911)
- 04. Februar: Chris Anderson, US-amerikanischer Jazz-Pianist (* 1926)
- 04. Februar: Tata Güines, kubanischer Perkussionist, Bandleader, Komponist und Arrangeur (* 1930)
- 04. Februar: Friedrich Kalb, deutscher evangelischer Theologe und Musikwissenschaftler (* 1925)
- 06. Februar: Anton Staller, deutscher Orgelbauer (* 1923)
- 07. Februar: Sławomir Kulpowicz, polnischer Pianist (* 1952)
- 07. Februar: Benny Neyman, niederländischer Sänger (* 1951)
- 10. Februar: Inga Nielsen, dänische Opernsängerin (Sopran) (* 1946)
- 11. Februar: Edi Bär, Schweizer Kapellmeister, Komponist, Klarinetten- und Saxophonspieler (* 1913)
- 12. Februar: Monica Morell, Schweizer Schlagersängerin (* 1953)
- 13. Februar: Karl-Heinz Höne, deutscher Kantor, Kirchenmusikdirektor, Dozent und Komponist (* 1924)
- 13. Februar: Henri Salvador, französischer Chansonnier, Gitarrist und Fernseh-Moderator (* 1917)
- 14. Februar: Gene Allen, US-amerikanischer Jazzmusiker (Klarinette, Bassklarinette, Baritonsaxophon) (* 1928)
- 16. Februar: Bobby Lord, US-amerikanischer Country- und Rockabilly-Sänger, Songwriter und Fernsehmoderator (* 1934)
- 18. Februar: Henrique de Curitiba, brasilianischer Komponist (* 1934)
- 18. Februar: Mikel Dean, US-amerikanischer Opernsänger (Bariton) (* 1954)
- 18. Februar: Miguel Zanetti, spanischer Pianist (* 1935)
- 19. Februar: Jegor Letow, russischer Punk-Rockmusiker und Poet (* 1964)
- 19. Februar: Teo Macero, US-amerikanischer Komponist, Arrangeur, Musikproduzent und Saxophonist (* 1925)
- 20. Februar: Janina Miščiukaitė, litauische Sängerin und Musikerin (* 1948)
- 20. Februar: Allen Strange, US-amerikanischer Komponist, Musiktheoretiker und Musiker (* 1943)
- 20. Februar: Bobby Lee Trammell, US-amerikanischer Rockabilly-Musiker und Politiker (* 1934)
- 21. Februar: Heinrich Schneikart, österreichischer Kontrabassist, Komponist und Musikpädagoge (* 1929)
- 21. Februar: Mel Zelnick, US-amerikanischer Jazz-Schlagzeuger (* 1924)
- 22. Februar: Nunzio Gallo, italienischer Sänger und Schauspieler (* 1928)
- 22. Februar: Joe Gibbs, jamaikanischer Musikproduzent (* 1942)
- 22. Februar: Peter Rafael, deutscher Sänger und Moderator (* 1965)
- 24. Februar: Phil Bodner, US-amerikanischer Musiker (Klarinette), Songwriter und Komponist (* 1917)
- 24. Februar: Alan Dargin, australischer Musiker (* 1967)
- 24. Februar: Larry Norman, US-amerikanischer Sänger und Komponist (* 1947)
- 25. Februar: Stephen Garrett, US-amerikanischer Hip-Hop- und Contemporary-R&B-Produzent, Rapper und Sänger (* 1974)
- 25. Februar: Richard Pöttschacher, österreichischer Wienerlied-Sänger (* 1904)
- 25. Februar: Wladimir Konstantinowitsch Troschin, sowjetischer und russischer Sänger, Theater- und Filmschauspieler (* 1926)
- 26. Februar: Buddy Miles, US-amerikanischer Rock-, Blues-, Soul- und Funk-Schlagzeuger und -Sänger (* 1947)
- 27. Februar: Ivan Rebroff, deutscher Sänger (Bass) (* 1931)
- 28. Februar: Gito Rollies, indonesischer Sänger und Schauspieler (* 1947)
- 28. Februar: Mike Smith, britischer Sänger, Komponist und Musikproduzent (* 1943)

### März
- 02. März: Jeff Healey, kanadischer Blues-, Rock- und Jazzgitarrist, Trompeter und Sänger (* 1966)
- 03. März: Giuseppe Di Stefano, italienischer Opernsänger (Tenor) (* 1921)
- 03. März: Norman Smith, britischer Tontechniker, Musikproduzent und Musiker (* 1923)
- 03. März: Suzie, niederländisch-schwedische Sängerin und Artistin (* 1946)
- 04. März: Leonard Rosenman, US-amerikanischer Komponist für Filmmusik (* 1924)
- 05. März: Jörg Pfennigwerth, deutscher Schauspieler und Musiker (* 1945)
- 05. März: Rick Rodenbaugh, US-amerikanischer Rocksänger (* 1955)
- 06. März: Lili Boniche, algerischer Sänger (* 1922)
- 08. März: Igor Flach, deutscher Musiker und Bluesharp-Spieler (* 1966)
- 10. März: Kurt Anton Hueber, österreichischer Komponist und Pädagoge (* 1928)
- 10. März: Dennis Irwin, US-amerikanischer Jazz-Bassist (* 1951)
- 11. März: Wolfgang Lindner, österreichischer Komponist und Musiker (* 1949)
- 13. März: Wilfred Middlebrooks, US-amerikanischer Jazz-Bassist (* 1933)
- 13. März: Jack Perciful, US-amerikanischer Jazzpianist und Arrangeur (* 1925)
- 14. März: Joachim Gocht, deutscher Jazz- und Unterhaltungsmusiker (Altsaxophon, Arrangement, Komposition, Orchesterleiter) (* 1935)
- 15. März: Mikey Dread, jamaikanischer Sänger und Musikproduzent (* 1954)
- 15. März: Dembo Jobarteh, gambischer Musiker und Jeli (* 1976)
- 15. März: Siegfried Pokern, deutscher Opern- und Operettensänger (Tenor) (* 1976)
- 16. März: Ola Brunkert, schwedischer Schlagzeuger (* 1946)
- 16. März: Pete Chilver, britischer Jazzgitarrist und Hotelier (* 1924)
- 16. März: Mihai Dolgan, moldauischer Musiker (* 1942)
- 16. März: Daniel Stewart MacMaster, kanadischer Sänger (* 1968)
- 18. März: Marta Martelińska, polnische Sängerin (* 1949)
- 18. März: Ekkehard Schreiber, deutscher Dirigent und Chordirektor (* 1941)
- 20. März: Helmut Pampuch, deutscher Opernsänger (Tenorbuffo) (* 1940)
- 21. März: Patti Bown, US-amerikanische Pianistin (* 1931)
- 21. März: Klaus Dinger, deutscher Schlagzeuger und Gitarrist (* 1946)
- 22. März: Israel „Cachao“ López, kubanisch-US-amerikanischer Bassist und Komponist (* 1918)
- 23. März: Pierre „Pepe“ Bayard, haitianischer Musiker (* 1946)
- 25. März: Cavlar, US-amerikanischer Rapper (* 1972)
- 25. März: Guy Lachapelle, kanadischer Perkussionist, Komponist und Musikpädagoge (* 1931)
- 28. März: Glenn Barber, US-amerikanischer Country- und Rockabilly-Musiker (* 1935)
- 29. März: Allan Ganley, britischer Jazz-Schlagzeuger und Arrangeur (* 1931)
- 30. März: Sean Levert, US-amerikanischer Contemporary-R&B-Sänger (* 1968)
- 31. März: Nada Ludvig-Pečar, jugoslawische bzw. bosnische Komponistin und Musikprofessorin (* 1929)

### April
- 01. April: Peter Slawow, bulgarischer Jazz- und Rockmusiker (Schlagzeug) (* 1941)
- 02. April: Melvin Berman, US-amerikanisch-kanadischer Oboist, Komponist und Musikpädagoge (* 1929)
- 02. April: Jacques Bondon, französischer Komponist (* 1927)
- 06. April: Donald Walden, US-amerikanischer Jazz-Tenorsaxophonist, Komponist sowie Musikpädagoge und Hochschullehrer (* 1938)
- 07. April: Phil Urso, US-amerikanischer Jazz-Saxophonist (Tenorsaxophon, Baritonsaxophon, Altsaxophon) und Komponist (* 1925)
- 08. April: Cedella Marley Booker, jamaikanische Sängerin und Autorin (* 1926)
- 08. April: Loren Driscoll, US-amerikanischer Sänger (lyrischer Tenor) (* 1928)
- 09. April: George Butler, US-amerikanischer Jazzproduzent (* 1931)
- 09. April: Ozzie Cadena, US-amerikanischer Musikproduzent (* 1924)
- 09. April: Erkki Junkkarinen, finnischer Sänger (* 1929)
- 09. April: Bob Kames, US-amerikanischer Musiker (* 1925)
- 09. April: Choubeila Rached, tunesische Sängerin (* 1933)
- 10. April: Ramiz Mustafayev, sowjetisch-aserbaidschanischer Komponist, Dirigent und Musikpädagoge (* 1926)
- 12. April: Bobby Tucker, US-amerikanischer Jazz-Pianist (* 1923)
- 14. April: Marisa Sannia, sardische Sängerin, Komponistin und Schauspielerin (* 1947)
- 15. April: Sean Costello, US-amerikanischer Blues- und Soul-Sänger (* 1979)
- 15. April: Brian Davison, britischer Schlagzeuger (* 1942)
- 15. April: Jean Leduc, kanadischer Organist, Pianist und Musikpädagoge (* 1910)
- 16. April: Janusz Dolny, polnischer Pianist und Musikpädagoge (* 1927)
- 16. April: John Merritt Young, US-amerikanischer Jazzpianist und Arrangeur (* 1922)
- 17. April: Danny Federici, amerikanischer Musiker (* 1950)
- 17. April: Toyoji Tomita, US-amerikanischer Posaunist und Gartenbauer (* 1951)
- 19. April: Iris Bell, US-amerikanische Rhythm-&-Blues-, Soul- und Jazzmusikerin (Piano, Gesang, Songwriting) (* 1934)
- 19. April: Wladimir Petrowitsch Ferapontow, sowjetischer bzw. russischer Schauspieler, Synchronsprecher, Sänger und Synchronregisseur (* 1933)
- 19. April: Oskar Sigmund, deutscher Komponist, Organist und Musikwissenschaftler (* 1919)
- 20. April: Bebe Barron, US-amerikanische Filmkomponistin (* 1925)
- 20. April: Frank Michael Beyer, deutscher Komponist (* 1928)
- 20. April: Jiří Kalach, tschechischer Komponist (* 1934)
- 20. April: VL Mike, US-amerikanischer Rapper (* 1976)
- 21. April: Aaron Shearer, US-amerikanischer Gitarrist und Musikpädagoge (* 1919)
- 21. April: Al Wilson, US-amerikanischer Soulsänger (* 1939)
- 22. April: Bob Childers, US-amerikanischer Country- und Folksänger (* 1946)
- 22. April: Paul Davis, US-amerikanischer Singer-Songwriter, Musiker und Produzent (* 1948)
- 23. April: Heinz Geese, deutscher Komponist, Interpret, Dirigent und Bearbeiter (* 1930)
- 24. April: Tristram Cary, britisch-australischer Komponist (* 1925)
- 24. April: Jimmy Giuffre, US-amerikanischer Jazzkomponist und -arrangeur (* 1921)
- 24. April: Werner Thärichen, deutscher Schlagzeuger, Solopauker und Komponist (* 1921)
- 25. April: Humphrey Lyttelton, britischer Jazztrompeter (auch Kornettist), Bandleader und Autor (* 1921)
- 26. April: Henry Brant, US-amerikanischer Komponist (* 1913)
- 27. April: Ulrich Dibelius, deutscher Musikwissenschaftler und -kritiker (* 1924)
- 27. April: Marios Tokas, zyprischer Komponist und Liedtexter (* 1954)
- 28. April: Conny Jackel, deutscher Jazzmusiker (Trompete, Flügelhorn) (* 1931)
- 29. April: Eta Tyrmand, sowjetische und belarussische Komponistin, Pianistin und Hochschullehrerin (* 1917)
- 29. April: Micky Waller, britischer Schlagzeuger (* 1941)

### Mai
- 02. Mai: Graham Bell, englischer Pop- und Rocksänger (* 1948)
- 02. Mai: Uroš Krek, slowenischer Komponist und Hochschullehrer (* 1922)
- 03. Mai: Martin Beeler, Schweizer Volksmusiker (* 1920)
- 04. Mai: Kishan Maharaj, indischer Tablaspieler (* 1923)
- 05. Mai: Jerry Wallace, US-amerikanischer Pop- und Country-Sänger (* 1929)
- 06. Mai: Franz Jackson, US-amerikanischer Jazzmusiker (Altsaxophonist, Klarinettist, Flötist) (* 1912)
- 08. Mai: Eddy Arnold, US-amerikanischer Country- und Pop-Sänger (* 1918)
- 09. Mai: Leyla Gencer, türkische Opernsängerin (Sopran) (* 1928)
- 09. Mai: Pascal Sevran, französischer Autor, Sänger und Fernsehshowmaster (* 1945)
- 10. Mai: Mario Schiano, italienischer Jazz-Altsaxophonist, Bandleader und Komponist (* 1933)
- 10. Mai: Achim Wichert, deutscher Opernsänger (Bariton) und Professor für Gesang (* 1934)
- 11. Mai: Eugen Jesser, Präsident und Direktor der Wiener Sängerknaben (* 1946)
- 11. Mai: Dottie Rambo, US-amerikanische Gospel-Sängerin und -Gitarristin (* 1934)
- 11. Mai: Malte Rühmann, deutscher Komponist, Pianist und Organist (* 1960)
- 12. Mai: Marjanne Kweksilber, niederländische Sopranistin (* 1944)
- 13. Mai: James W. Pulley, deutscher Blues, Gospel- und Schlager-Sänger (* 1936)
- 15. Mai: Alexander Courage, US-amerikanischer Filmkomponist und Orchestrator (* 1919)
- 15. Mai: Walt Dickerson, US-amerikanischer Jazz-Vibraphonist (* 1931)
- 15. Mai: Bob Florence, US-amerikanischer Jazzpianist, Arrangeur und Bandleader (* 1932)
- 15. Mai: Tobias Ihle, deutscher Organist und Musikpädagoge (* 1924)
- 16. Mai: Bill Reichenbach senior, US-amerikanischer Jazz-Schlagzeuger und Perkussionist (* 1923)
- 16. Mai: Wilfrid Mellers, englischer Musikkritiker, -wissenschaftler, -pädagoge und Komponist (* 1914)
- 17. Mai: Jolyon Brettingham Smith, britischer Komponist, Dirigent, Darsteller, Autor, Rundfunk-Moderator und Hochschullehrer (* 1949)
- 17. Mai: Hannelore Jacob, deutsche Schlagersängerin (* 1944)
- 17. Mai: Uwe Kreyssig, deutscher Opernsänger (Bariton), Opernregisseur und Fernsehmoderator (* 1930)
- 21. Mai: Steven Garling, deutscher Musiker (* 1979)
- 21. Mai: Michelle Meldrum, US-amerikanische Rock- und Metal-Gitarristin (* 1968)
- 21. Mai: Rainer Cadenbach, deutscher Musikwissenschaftler und Hochschullehrer (* 1944)
- 23. Mai: Utah Phillips, US-amerikanischer Folk-Sänger, Dichter und Gewerkschafter (* 1935)
- 23. Mai: Siegfried Pokern, deutscher Opern- und Operettensänger (Tenor) (* 1976)
- 24. Mai: Jimmy McGriff, amerikanischer Jazz- und Soul-Organist (* 1936)
- 25. Mai: Rudolf Kubak, deutscher Orgelbauer (* 1927)
- 25. Mai: Camu Tao, US-amerikanischer Rapper und Musikproduzent (* 1977)
- 25. Mai: Chauncey Welsch, US-amerikanischer Jazz- und Session-Posaunist (* 1927)
- 26. Mai: Earle Hagen, US-amerikanischer Filmkomponist (* 1919)
- 28. Mai: Alexander Gordan, deutscher Texter, Komponist, Sänger, Arrangeur und Musikproduzent (* 1926)
- 29. Mai: Danny Moss, britischer Jazzmusiker (Tenorsaxophon) (* 1927)
- 30. Mai: Campbell Burnap, britischer Jazz-Musiker (Posaune, Gesang) und Rundfunkmoderator (* 1939)
- 31. Mai: Vytautas Gaidamavičius, litauischer Pianist und Politiker (* 1931)

### Juni
- 02. Juni: Bo Diddley, US-amerikanischer Rock-’n’-Roll- und Bluesmusiker (* 1928)
- 02. Juni: Alexander Kamillowitsch Frautschi, russischer klassischer Gitarrist (* 1954)
- 04. Juni: Bill Finegan, US-amerikanischer Arrangeur, Bandleader und Jazz-Pianist (* 1917)
- 04. Juni: Wilhelm Keller, österreichischer Universitätsprofessor, Musikpädagoge, Komponist, Musiker und Autor (* 1920)
- 04. Juni: Reinhard Peters, deutscher Dirigent und Musiker (* 1926)
- 04. Juni: José Antonio Ramos, spanisch-kanarischer Musiker (* 1969)
- 06. Juni: Maximilian Zweimüller, Lehrer, Schulleiter, Chorleiter, Cembalist und Organist (* 1932)
- 07. Juni: Wolfgang R. Kubizek, österreichischer Komponist (* 1959)
- 08. Juni: Šaban Bajramović, jugoslawischer bzw. serbischer Sänger (* 1936)
- 10. Juni: Elias Tanenbaum, US-amerikanischer Komponist und Musikpädagoge (* 1924)
- 11. Juni: Robert Suter, Schweizer Komponist und Pianist (* 1919)
- 13. Juni: Gerd Sannemüller, deutscher Komponist, Pianist und Musikwissenschaftler (* 1914)
- 13. Juni: Titi Winterstein, deutscher Jazzgeiger (* 1956)
- 14. Juni: Esbjörn Svensson, Jazz-Pianist und Komponist (* 1964)
- 16. Juni: Erich Rappl, deutscher Musikwissenschaftler, Journalist, Autor und Stadtrat (* 1925)
- 18. Juni: Michel Waisvisz, niederländischer Komponist, Improvisator und Entwickler elektronischer Musikinstrumente (* 1949)
- 19. Juni: Antonio Bibalo, italienischer Komponist und Pianist (* 1922)
- 21. Juni: Kaoru Chiba, japanischer Hornist (* 1928)
- 22. Juni: Georg Roth, deutscher Dirigent und Musikschriftsteller (* 1919)
- 23. Juni: Dave Carpenter, US-amerikanischer Jazz-Bassist (* 1959)
- 27. Juni: Raymond Lefèvre, französischer Orchesterleiter und Komponist (* 1929)
- 27. Juni: Leonard Pennario, US-amerikanischer Pianist und Komponist (* 1924)
- 28. Juni: Kurt Giese, deutscher Jazzmusiker (Schlagzeug), Musikproduzent und Hörfunkmoderator (* 1936)
- 28. Juni: Ronnie Mathews, US-amerikanischer Jazz-Pianist (* 1935)
- 29. Juni: Charles Smith, US-amerikanischer Schlagwerker (* 1919)
- 30. Juni: Ángel Tavira, mexikanischer Violinist (* 1924)
- 30. Juni: Erich Witte, deutscher Theaterschauspieler, Opernsänger (Tenor) und Opernregisseur (* 1911)

### Juli
- 01. Juli: Mel Galley, britischer Rock-Gitarrist (* 1948)
- 01. Juli: Letty de Jong, niederländische Sängerin (* 1936)
- 01. Juli: Jacques Roussel, französischer Dirigent (* 1912)
- 02. Juli: Siegfried Bimberg, deutscher Komponist, Dirigent und Musikwissenschaftler (* 1927)
- 02. Juli: Gerhard Krapf, deutsch-amerikanischer Organist, Komponist und Musikpädagoge (* 1924)
- 02. Juli: Natasha Shneider, russische Rockmusikerin und Schauspielerin (* 1956)
- 03. Juli: Colin Cooper, britischer Blues-Sänger und Multiinstrumentalist (* 1939)
- 03. Juli: Salah Ragab, ägyptischer Jazz- und Militärmusiker (Schlagzeuger, Pianist) (* 1935)
- 03. Juli: Oliver Schroer, kanadischer Fiddlespieler und Komponist (* 1956)
- 07. Juli: Bobby Durham, US-amerikanischer Jazzschlagzeuger (* 1937)
- 07. Juli: Ralph Hutchinson, britischer Jazzposaunist (* 1925)
- 07. Juli: Peter Seeger, deutscher Komponist, Musikpädagoge und Dirigent (* 1919)
- 10. Juli: Vittorio Casagrande, deutsch-italienischer Schlagersänger und Schauspieler (* 1934)
- 11. Juli: John van Kesteren, niederländischer Opern- und Oratoriensänger (Tenor) (* 1921)
- 12. Juli: Earl Nelson, US-amerikanischer Sänger und Songwriter (* 1928)
- 12. Juli: Wili Kasasjan, bulgarischer Komponist und Jazz-Musiker (* 1935)
- 13. Juli: Gerry Wiggins, US-amerikanischer Jazz-Pianist, -Organist und Keyboard-Spieler (* 1922)
- 16. Juli: Jo Stafford, US-amerikanische Pop- und Jazz-Sängerin (* 1917)
- 18. Juli: Tauno Marttinen, finnischer Komponist (* 1912)
- 20. Juli: Ira Schulman, US-amerikanischer Jazz-Musiker (Klarinette, Flöte, Tenorsaxophon) und Musikpädagoge (* 1926)
- 20. Juli: Volker Kahrs, deutscher Pianist, Komponist und Musikproduzent (* 1951)
- 21. Juli: Harro Heinz Theodor Fromme, deutscher Opernsänger (Bassbariton), Filmdirektor und Maler (* 1921)
- 21. Juli: Khia Edgerton, US-amerikanische DJ (* 1978)
- 22. Juli: Andreas Schwinn, deutscher Oboist (* 1920)
- 22. Juli: Joe Beck, US-amerikanischer Jazz- und Fusiongitarrist (* 1945)
- 22. Juli: Robert Marvin Abramson, US-amerikanischer Pianist, Dirigent, Komponist, Autor und Musikpädagoge (* 1928)
- 22. Juli: Max Vax, russischer Jazzmusiker (Piano) (* 1975)
- 24. Juli: Norman Dello Joio, US-amerikanischer Komponist (* 1913)
- 25. Juli: Hiram Bullock, US-amerikanischer Jazz-, Funk- und auch Fusion-Gitarrist (* 1955)
- 25. Juli: Johnny Griffin, US-amerikanischer Jazz-Tenorsaxophonist (* 1928)
- 25. Juli: Josef Dobler, Schweizer Volksmusiker und Bauernmaler (* 1925)
- 26. Juli: Grace Hoffman, US-amerikanische Opernsängerin (Mezzosopran) (* 1921)
- 26. Juli: Guy Duijck, belgischer Komponist, Dozent, Oboist und Dirigent (* 1927)
- 27. Juli: Graham Crallan, britischer Schlagzeuger (* 1958)
- 27. Juli: Horst Stein, deutscher Konzert- und Operndirigent (* 1928)
- 27. Juli: Max Eham, deutscher römisch-katholischer Priester, Domkapellmeister, Komponist und Hochschullehrer (* 1915)
- 28. Juli: Kim Jee-hyun, südkoreanischer Opernsänger (* 1964)
- 28. Juli: Suzan Tamim, libanesische Popsängerin (* 1977)
- 28. Juli: Keith Shadwick, britischer Musiker, A&R-Manager, Rundfunkmoderator, Autor und Musikjournalist (* 1951)
- 28. Juli: Wendo Kolosoy, kongolesischer Musiker (* 1925)
- 29. Juli: Heinz Kruse, deutscher Opernsänger (Tenor) (* 1940)
- 29. Juli: Wolfgang Osthoff, deutscher Musikwissenschaftler und Professor (Ordinarius) für historische Musikwissenschaft (* 1927)
- 29. Juli: Fritz Steinmeyer, deutscher Orgelbauer (* 1918)
- 31. Juli: Hans-Joachim Kipka, deutscher Schlagersänger und Hörspielsprecher (* 1928)
- 31. Juli: Lee Young, US-amerikanischer Jazzschlagzeuger und Musikproduzent (* 1914)
- 31. Juli: Yusuf Salim, US-amerikanischer Jazzpianist, Arrangeur und Komponist (* 1929)

### August
- 01. August: Tony Schrepkens, belgischer Bassist (* 1973)
- 02. August: Eberhard Rebling, deutscher Pianist, Musik- und Tanzwissenschaftler (* 1911)
- 03. August: Lissi Alandh, schwedische Revuedarstellerin, Filmschauspielerin und Sängerin (* 1930)
- 03. August: Erik Darling, Folksänger, -gitarrist und Banjospieler (* 1933)
- 03. August: Lou Teicher, US-amerikanischer Pianist (* 1924)
- 04. August: Eri Kawai, japanische Singer-Songwriterin und Arrangeurin (* 1965)
- 04. August: Nicola Rescigno, US-amerikanischer Dirigent (* 1916)
- 05. August: Robert Hazard, US-amerikanischer Musiker (* 1948)
- 06. August: Fabian Kuratli, Schweizer Jazzmusiker (Schlagzeug, Komposition) (* 1970)
- 06. August: Joachim Lieben, österreichischer Musikproduzent (* 1931)
- 06. August: Joe Brazil, US-amerikanischer Jazzmusiker (Saxophone, Flöte) und Musikpädagoge (* 1927)
- 07. August: Chris Calloway, US-amerikanische Jazzsängerin (* 1945)
- 08. August: Tom Drake, kanadischer Singer-Songwriter, Drehbuchautor und Regisseur (* 1936)
- 08. August: Joseph Gelineau, französischer Jesuit und Komponist französischer Kirchenlieder (* 1920)
- 09. August: Walter Michael Klepper, rumäniendeutscher Komponist (* 1929)
- 10. August: Isaac Hayes, US-amerikanischer Soulmusiker, Komponist und Schauspieler (* 1942)
- 12. August: Donald Erb, US-amerikanischer Komponist (* 1927)
- 14. August: Lita Roza, britische Sängerin (* 1926)
- 15. August: Jerry Wexler, Rhythm-and-Blues-Produzent (* 1917)
- 15. August: Mark Lundberg, US-amerikanischer Opernsänger (* 1958)
- 16. August: Dorival Caymmi, brasilianischen Musiker (* 1914)
- 16. August: Johnny Moore, US-amerikanischer Trompeter (* 1938)
- 16. August: Lucrecia Kasilag, philippinische Komponistin (* 1917)
- 16. August: Ronnie Drew, Gitarrist, Sänger und Schauspieler (* 1934)
- 19. August: Clea Bradford, US-amerikanische Soul-, Blues- und Jazzsängerin (* 1933)
- 19. August: Gertraud Hopf, österreichische Opernsängerin (Sopran) (* 1920)
- 19. August: LeRoi Moore, US-amerikanischer Saxophonist (* 1961)
- 20. August: Werner Burkhardt, deutscher Jazz-Journalist und Musik- und Theaterkritiker (* 1928)
- 20. August: Oscar Ferrari, argentinischer Tangosänger und Autor (* 1924)
- 21. August: Daniel Charles, französischer Philosoph und Musikwissenschaftler (* 1935)
- 21. August: Jerry Finn, US-amerikanischer Musikproduzent (* 1969)
- 21. August: Buddy Harman, US-amerikanischer Country-Schlagzeuger (* 1928)
- 22. August: Edi Bucovaz, jugoslawischer bzw. slowenischer Musiker (* 1926)
- 22. August: Peer Wyboris, deutscher Jazzmusiker (Schlagzeug) (* 1937)
- 22. August: Ralph Young, US-amerikanischer Sänger (* 1918)
- 23. August: Jimmy Cleveland, US-amerikanischer Jazzposaunist (* 1926)
- 24. August: Ellen Geßner, deutsche DJ (* 1939)
- 24. August: Hansi Lang, österreichischer Sänger und Schauspieler (* 1955)
- 25. August: Friedhelm Deis, Musikschulleiter sowie Musiker und Komponist (* 1930)
- 25. August: Jochen Beck, deutscher Komponist und Musikpädagoge (* 1941)
- 25. August: Josef Tal, israelischer Komponist (* 1910)
- 25. August: Pehr Henrik Nordgren, finnischer Komponist (* 1944)
- 30. August: Eldon Rathburn, kanadischer Komponist, Pianist, Organist und Musikpädagoge (* 1916)
- 31. August: BJ Papa, US-amerikanischer Jazzpianist, Musikpädagoge und Komponist (* 1936)
- 31. August: Mestre Salustiano, brasilianischer Musiker, Schauspieler und Kunsthandwerker (* 1946)

### September
- 01. September: Jerry Reed, US-amerikanischer Countrysänger, Gitarrist, Schauspieler und Songwriter (* 1937)
- 02. September: Arne Domnérus, schwedischer Jazz-Altsaxophonist, Klarinettist und Komponist (* 1924)
- 02. September: Josef Traindl, österreichischer Jazz- und Improvisationsmusiker (Posaune) (* 1947)
- 03. September: Géo Voumard, Schweizer Komponist, Arrangeur, Pianist und Radiojournalist (* 1920)
- 03. September: Pierre Van Dormael, belgischer Gitarrist der Pop- und Jazz-Musik (* 1952)
- 03. September: Roman Polt, österreichischer Trompeter und Sänger (* 1926)
- 07. September: Dino Dvornik, kroatischer Sänger, Schauspieler und Reality-TV-Darsteller (* 1964)
- 07. September: Peter Escher, Schweizer Komponist (* 1915)
- 08. September: Marianne Fischer-Kupfer, deutsche Opernsängerin (Sopran) und Gesangspädagogin (* 1922)
- 08. September: Günter Fredrich, deutscher Komponist, Dirigent und Musikpädagoge und Hochschullehrer (* 1927)
- 08. September: Anna-Marie Globenski, kanadische Pianistin und Musikpädagogin (* 1929)
- 08. September: Hjördis Schymberg, schwedische Sopranistin (* 1909)
- 08. September: Chris Witchhunter, deutscher Metal-Musiker und Schlagzeuger (* 1965)
- 08. September: Hector Zazou, französischer Komponist und Musikproduzent (* 1948)
- 09. September: Bheki Mseleku, südafrikanischer Jazzpianist, Komponist, Gitarrist, Saxophonist und Sänger (* 1955)
- 10. September: Robert Glasgow, US-amerikanischer Organist und Musikpädagoge (* 1925)
- 10. September: Ruedi Rymann, Schweizer Jodler, Sänger und Komponist (* 1933)
- 10. September: Vernon Handley, englischer Dirigent (* 1930)
- 11. September: Mario de Jesús Báez, dominikanischer Komponist und Musikverleger (* 1924)
- 12. September: Charlie Walker, US-amerikanischer Country-Musiker und DJ (* 1926)
- 13. September: Denis Barthel, britischer Knabensopran (* 1916)
- 13. September: Larry Eanet, US-amerikanischer Jazzpianist und Arrangeur (* 1931)
- 14. September: Christian Chevallier, französischer Jazzpianist, Bandleader, Komponist und Arrangeur (* 1930)
- 15. September: Richard Wright, britischer Musiker und Komponist (Pink Floyd) (* 1943)
- 16. September: Andrei Michailowitsch Wolkonski, russischer Komponist und Cembalist (* 1933)
- 16. September: Norman Whitfield, US-amerikanischer Soul/Rhythm-and-Blues-Produzent und Songwriter (* 1941)
- 17. September: Dorothy Morton, kanadische Pianistin und Musikpädagogin (* 1924)
- 18. September: George Larnyoh, ghanesischer Jazzmusiker (Saxophon, Gesang, Komposition) (* 1938)
- 18. September: Henry Ziegler Steinway, US-amerikanischer Klavierbauer und Unternehmer (* 1915)
- 18. September: Mauricio Kagel, argentinisch-deutscher Komponist, Dirigent, Librettist und Regisseur (* 1931)
- 19. September: Earl Palmer, US-amerikanischer Rhythm-and-Blues- und Rock-’n’-Roll-Schlagzeuger (* 1924)
- 19. September: Alois Piňos, tschechischer Komponist und Musikpädagoge (* 1925)
- 19. September: Richard Sudhalter, US-amerikanischer Trompeter (Kornett), Jazzautor, Journalist und Jazzhistoriker (* 1938)
- 19. September: Shmuel Baruch Taube, polnisch-israelischer Kantor (* 1914)
- 20. September: Steve Gray, britischer Jazzmusiker (Piano, Orgel, Komposition, Arrangement, Dirigent) (* 1944)
- 20. September: Nappy Brown, US-amerikanischer Blues-Sänger (* 1929)
- 22. September: Connie Haines, US-amerikanische Big-Band-Sängerin (* 1921)
- 24. September: Vice Vukov, kroatischer Sänger und Politiker (* 1936)
- 26. September: Krystyna Moszumańska-Nazar, polnische Komponistin und Musikpädagogin (* 1924)
- 26. September: Marc Moulin, belgischer Jazz- und Fusionmusiker (Piano, Hammondorgel, Keyboard, Synthesizer), Musikproduzent und Autor (* 1942)
- 27. September: Mahendra Kapoor, indischer Playbacksänger (* 1934)
- 28. September: Otto Büchner, deutscher Geiger und Musikpädagoge (* 1924)

### Oktober
- 01. Oktober: Nick Reynolds, US-amerikanischer Gitarrist, Perkussionist und Sänger (* 1933)
- 01. Oktober: Leo Witoszynskyj, österreichischer Gitarrist und Universitätsprofessor (* 1941)
- 02. Oktober: Erwin Weiss, deutscher Sänger (* 1934)
- 03. Oktober: George Draga, rumänischer Komponist (* 1935)
- 03. Oktober: Johnny Jackson, mexikanisch-US-amerikanischer Hip-Hop-Produzent (* 1969)
- 03. Oktober: Aurel Stroe, rumänischer Komponist und Musikpädagoge (* 1932)
- 04. Oktober: Al Gallodoro, US-amerikanischer Jazzmusiker (Saxophon, Klarinette) und Bandleader (* 1913)
- 04. Oktober: Levi Kereama, australischer Sänger (* 1981)
- 06. Oktober: Helio Orovio, kubanischer Musikwissenschaftler und Musiker (* 1938)
- 09. Oktober: Gidget Gein, US-amerikanischer Musiker und Künstler (* 1969)
- 09. Oktober: Milan Kymlička, tschechisch-kanadischer Komponist und Arrangeur (* 1936)
- 11. Oktober: Alton Ellis, jamaikanischer Rocksteady-Sänger und -Musiker (* 1938)
- 11. Oktober: Neal Hefti, US-amerikanischer Jazztrompeter, -arrangeur und -komponist (* 1922)
- 11. Oktober: Nelson Symonds, kanadischer Jazzgitarrist (* 1933)
- 11. Oktober: Russ Hamilton, britischer Songwriter und Sänger (* 1932)
- 12. Oktober: Detlef Gojowy, deutscher Musikwissenschaftler (* 1934)
- 13. Oktober: Gus Chambers, britischer Punk- und Metal-Musiker (* 1958)
- 13. Oktober: Andreas Robatscher, italienischer Regisseur, Schauspieler, Autor und Musiker (* 1953)
- 13. Oktober: Eduardo Serrano, venezolanischer Musiker, Dirigent und Komponist (* 1911)
- 14. Oktober: Ernst Kutzer, deutscher Komponist und Musikpädagoge (* 1918)
- 15. Oktober: Frank Kerr, kanadischer Sänger (* 1957)
- 17. Oktober: Friedrich Scholz, deutscher Komponist und Schriftsteller (* 1926)
- 17. Oktober: Levi Stubbs, US-amerikanische Leadsänger (Four Tops) (* 1936)
- 18. Oktober: Dave McKenna, US-amerikanischer Jazz-Pianist (* 1930)
- 18. Oktober: Dee Dee Warwick, US-amerikanische Soul-Sängerin (* 1945)
- 19. Oktober: Rudy Ray Moore, US-amerikanischer Comedian, Musiker, Schauspieler und Filmproduzent (* 1927)
- 19. Oktober: Andy Goodrich, US-amerikanischer Altsaxophonist des Modern Jazz sowie Musikpädagoge und Hochschullehrer (* 1928)
- 19. Oktober: Gail Robinson, US-amerikanische Opernsängerin (Sopran) (* 1946)
- 19. Oktober: Gianni Raimondi, italienischer Opernsänger (Tenor) (* 1923)
- 20. Oktober: Pierre Sancan, französischer Pianist, Dirigent und Komponist (* 1916)
- 20. Oktober: Tommy Sampson, schottischer Bandleader und Trompeter/Kornettist (* 1918)
- 20. Oktober: Virgil Gonsalves, US-amerikanischer Jazz-Saxophonist (* 1931)
- 23. Oktober: Peter Gläser, deutscher Rockmusiker (* 1949)
- 23. Oktober: Peter Schmalfuss, deutscher Pianist (* 1937)
- 24. Oktober: Merl Saunders, US-amerikanischer Organist (* 1934)
- 24. Oktober: Rabbi Moshe Cotel, US-amerikanischer Komponist und Pianist (* 1943)
- 25. Oktober: Müslüm Maqomayev, aserbaidschanischer Opern- und Schlagersänger (* 1942)
- 25. Oktober: Walter Tautschnig, Direktor der Wiener Sängerknaben (* 1917)
- 27. Oktober: Erwin Halletz, österreichischer Komponist, Arrangeur und Dirigent (* 1923)
- 28. Oktober: Herbert Schachtschneider, deutscher Opernsänger (Tenor) (* 1919)
- 29. Oktober: Mae Mercer, US-amerikanische Sängerin und Schauspielerin (* 1932)
- 29. Oktober: Mike Baker, US-amerikanischer Sänger (* 1963)
- 31. Oktober: Frank Navetta, US-amerikanischer Gitarrist (* 1962)
- 31. Oktober: John Pearse, britischer Gitarrist (* 1939)

### November
- 01. November: Jimmy Carl Black, US-amerikanischer Schlagzeuger und Sänger (* 1938)
- 01. November: Klaas Jan Mulder, niederländischer Organist, Pianist und Dirigent (* 1930)
- 01. November: Nathaniel Mayer, US-amerikanischer Rhythm-and-Blues-Sänger (* 1944)
- 01. November: Shakir Stewart, US-amerikanischer Musikunternehmer (* 1974)
- 01. November: Yma Sumac, peruanische Sängerin und Musikerin (* 1922)
- 03. November: Jean Fournet, französischer Dirigent (* 1913)
- 04. November: Byron Lee, jamaikanischer Musiker (Bassist und Bandleader), Konzertpromoter, Musikproduzent und Studiobesitzer (* 1935)
- 04. November: Colin Dunwoodie, britischer Jazzmusiker (* 1945)
- 05. November: Juan Blanco, kubanischer Komponist (* 1919)
- 05. November: Gregory John McCormick, britischer Sänger (* 1963)
- 07. November: Jody Reynolds, US-amerikanischer Rockabilly-Sänger, Gitarrist und Songwriter (* 1932)
- 09. November: Ljerko Spiller, argentinischer Violinist, Dirigent und Musikpädagoge (* 1908)
- 10. November: Miriam Makeba, südafrikanische Weltmusik-Sängerin (* 1932)
- 12. November: Mitch Mitchell, britischer Jazz- und Rock-Schlagzeuger (* 1946)
- 12. November: Serge Nigg, französischer Komponist (* 1924)
- 14. November: Christel Goltz, deutsche Opernsängerin (Sopran) (* 1912)
- 14. November: Irving Gertz, US-amerikanischer Filmkomponist (* 1915)
- 16. November: Tony Reedus, US-amerikanischer Jazzschlagzeuger (* 1959)
- 17. November: Hanswolf Scriba, deutscher Kirchenmusiker (* 1927)
- 18. November: Manfred Schneider, deutscher Komponist, Arrangeur, Dirigent und Hornist (* 1953)
- 18. November: Rolf Hasenclever, deutscher Ingenieur, Unternehmer, Verbandsfunktionär, sowie Autor und Jazzmusiker (* 1928)
- 20. November: Arno Flor, deutscher Komponist, Arrangeur, Dirigent und Gitarrist (* 1925)
- 20. November: Wolfgang Dallmann, deutscher Organist, Kirchenmusiker und Dozent (* 1924)
- 22. November: MC Breed, US-amerikanischer Rapper (* 1971)
- 22. November: Ñico Rojas, kubanischer Gitarrist und Komponist (* 1921)
- 23. November: Gayle Dixon, US-amerikanische klassische Geigerin (* 1947)
- 23. November: Richard Hickox, britischer Dirigent (* 1948)
- 23. November: Jeannie Hoffman, US-amerikanische Jazzmusikerin (Piano, Gesang, Komposition) (* 1930)
- 23. November: Erik Silvester, deutscher Schlagersänger, Komponist, Texter und Produzent (* 1942)
- 24. November: Ryōhei Hirose, japanischer Komponist (* 1930)
- 24. November: Michael Lee, britischer Schlagzeuger (* 1969)
- 24. November: Franz Schmidig, Schweizer Akkordeon- und Schwyzerörgelispieler (* 1917)
- 24. November: Goran Simić, serbischer Opernsänger (Bass) (* 1953)
- 25. November: Bernat Estaràs, spanischer Sänger (* 1936)
- 25. November: Christian Fechner, französischer Film- und Musikproduzent (* 1944)
- 26. November: Hans-Joachim Schulze, deutscher Musiker und Komponist (* unbekannt)
- 26. November: Joe Romano, US-amerikanischer Jazz-Saxophonist (* 1932)
- 26. November: Pekka Pohjola, finnischer Multi-Instrumentalist, Komponist, Jazz- und Rockmusiker (* 1952)
- 29. November: Uwe Gronostay, deutscher Chordirigent und Komponist (* 1939)
- 30. November: Aleksander Mendyk, polnischer Gitarrist (* 1979)
- 30. November: Leo Korn, österreichischer Sänger (* 1958)
- 30. November: Muntaka Higuchi, japanischer Schlagzeuger (* 1958)

### Dezember
- 01. Dezember: Mikel Laboa, baskischer Liedermacher und Gitarrist (* 1934)
- 01. Dezember: Hans Rahner, österreichischer Komponist, Arrangeur und Pianist (* 1905)
- 02. Dezember: Renato de Grandis, italienischer Musikwissenschaftler und Komponist (* 1927)
- 02. Dezember: Werner Heintzsch, deutscher Schauspieler und Sänger (* 1929)
- 02. Dezember: Odetta Holmes, US-amerikanische Sängerin (* 1930)
- 02. Dezember: Christoph Moser, österreichischer Musikproduzent (* 1962)
- 03. Dezember: Germain Lefebrve, kanadischer Sänger (Bass), Chorleiter und Musikpädagoge (* 1924)
- 03. Dezember: Derek Wadsworth, britischer Jazzposaunist, Arrangeur und Filmmusik-Komponist (* 1939)
- 04. Dezember: Party Arty, US-amerikanischer Rapper (* 1977)
- 04. Dezember: Richard Van Allan, britischer Opernsänger (Bass) (* 1935)
- 05. Dezember: Anca Parghel, rumänische Jazzsängerin (* 1957)
- 06. Dezember: Piotr Janowski, polnischer Geiger (* 1951)
- 07. Dezember: Mary Elaine Gentemann, US-amerikanische Komponistin und Kirchenmusikerin (* 1909)
- 07. Dezember: Jimmy Gourley, US-amerikanischer Jazzgitarrist (* 1926)
- 09. Dezember: Steven Isham, US-amerikanischer Musiker (* 1952)
- 09. Dezember: Siegfried Schmalzriedt, deutscher Musikwissenschaftler, Hochschullehrer und Prorektor (* 1941)
- 10. Dezember: Henning Christiansen, dänischer Fluxus-Komponist (* 1932)
- 10. Dezember: Klaus Weiss, deutscher Jazz-Schlagzeuger (* 1942)
- 12. Dezember: Prince Lasha, US-amerikanischer Jazzmusiker (Altsaxophon, Flöte) (* 1929)
- 14. Dezember: Friedrich Wolf, österreichischer Chorleiter, Musikpädagoge und Komponist (* 1935)
- 14. Dezember: Ramón Barce, spanischer Komponist und Philosoph (* 1928)
- 15. Dezember: André Greiner-Pol, deutscher Rockmusiker (* 1952)
- 15. Dezember: Davey Graham, englischer Folk- und Fingerstyle-Gitarrist und Komponist (* 1940)
- 15. Dezember: Josef Ulsamer, deutscher Gambist und Ensembleleiter (* 1923)
- 15. Dezember: Walentin Alexandrowitsch Berlinski, russischer Cellist (* 1925)
- 16. Dezember: Harold Gramatges, kubanischer Orchesterleiter, Komponist und Pianist (* 1918)
- 17. Dezember: Freddy Breck, deutscher Schlagersänger, Komponist, Produzent und Moderator (* 1942)
- 17. Dezember: Johan Carlzon, schwedischer Sänger (* 1976)
- 19. Dezember: Kenn Cox, US-amerikanischer Jazzmusiker (Piano, Bass, Fagott, Trompete), Komponist und Hochschullehrer (* 1940)
- 19. Dezember: Page Cavanaugh, US-amerikanischer Jazz- und Pop-Pianist (* 1922)
- 20. Dezember: Fritz Jahoda, österreichisch-US-amerikanischer Pianist und Dirigent (* 1909)
- 21. Dezember: Robert Wagner, österreichischer Dirigent und Komponist (* 1917)
- 22. Dezember: Guy Warren, ghanaischer Jazz-Perkussionist (* 1923)
- 23. Dezember: Clint Ballard Jr., US-amerikanischer Songwriter (* 1931)
- 23. Dezember: Monty Waters, US-amerikanischer Jazzsaxophonist (* 1938)
- 24. Dezember: Otto Lange, deutscher Maler und Musiker (* 1924)
- 24. Dezember: Eartha Kitt, US-amerikanische Sängerin und Schauspielerin (* 1927)
- 25. Dezember: Robert Ward, US-amerikanischer Bluessänger und -gitarrist (* 1938)
- 26. Dezember: Israel Horowitz, US-amerikanischer Musikproduzent (* 1916)
- 27. Dezember: Delaney Bramlett, US-amerikanischer Sänger und Songwriter (* 1939)
- 27. Dezember: Lars Hollmer, schwedischer Akkordeonist, Keyboarder, Sänger und Komponist (* 1948)
- 27. Dezember: Roque Cordero, panamaischer Komponist (* 1917)
- 28. Dezember: Kenny Mann, US-amerikanischer Jazz-Tenorsaxophonist und Bandleader (* 1927)
- 28. Dezember: Vincent Ford, jamaikanischer Songwriter (* 1940)
- 29. Dezember: Freddie Hubbard, US-amerikanischer Jazz-Trompeter (* 1938)
- 29. Dezember: Hermann Regner, deutscher Musikpädagoge und Komponist (* 1928)
- 29. Dezember: Zmaga Kumer, jugoslawische bzw. slowenische Musikwissenschaftlerin (* 1924)
- 31. Dezember: Peter Branscombe, englischer Literatur-, Musik- und Theaterforscher (* 1929)

### Genaues Todesdatum unbekannt
- Jules Jacob, US-amerikanischer Jazz- und Studiomusiker (Tenorsaxophon, Flöte, Oboe, Englisch Horn) (* um 1925)
- John Leone, US-amerikanischer Saxophonist und Fagottist (* 1928)
- Trudy Richards, US-amerikanische Pop- und Jazzsängerin (* 1920)
- Heide Rose-Segebrecht, deutsche Tanzlehrerin, Malerin und Objektkünstlerin (* 1943)
- Cliff Smalls, US-amerikanischer Jazz-Bandleader, Posaunist, Pianist, Arrangeur und Komponist (* 1918)
- Jörg Spranger, deutscher Kirchenmusiker und Komponist (* 1911)